# Haltere la Jocurile Olimpice de vară din 2020 - feminin 59 kg
Proba de haltere categoria 59 de kg feminin de la Jocurile Olimpice de vară din 2020 de la Tokyo a avut loc la data de 27 iulie 2021, la Tokyo International Forum.

## Program
Orele sunt ora Japoniei (UTC+9) 
| Data                 | Ora   | Etapă   |
| -------------------- | ----- | ------- |
| Marți, 27 iulie 2021 | 11:50 | Grupa B |
| Marți, 27 iulie 2021 | 15:50 | Grupa A |

## Rezultate
| Loc | Sportivă              | Țară            | Grupa | Greutate | Smuls (kg) | Smuls (kg) | Smuls (kg) | Smuls (kg)         | Aruncat (kg) | Aruncat (kg) | Aruncat (kg) | Aruncat (kg)       | Total              |
| Loc | Sportivă              | Țară            | Grupa | Greutate | 1          | 2          | 3          | Rezultat           | 1            | 2            | 3            | Rezultat           | Total              |
| --- | --------------------- | --------------- | ----- | -------- | ---------- | ---------- | ---------- | ------------------ | ------------ | ------------ | ------------ | ------------------ | ------------------ |
| 1   | Kuo Hsing-chun        | Taipeiul Chinez | A     | 58,65    | 100        | 103        | 103        | 103 Record Olimpic | 125          | 133          | 141          | 133 Record Olimpic | 236 Record Olimpic |
| 2   | Polina Guryeva        | Turkmenistan    | A     | 58,95    | 93         | 95         | 96         | 96                 | 116          | 119          | 121          | 121                | 217                |
| 3   | Mikiko Ando           | Japonia         | A     | 58,70    | 92         | 94         | 96         | 94                 | 116          | 120          | 120          | 120                | 214                |
| 4   | Dora Tchakounté       | Franța          | A     | 58,55    | 93         | 96         | 98         | 96                 | 112          | 117          | 120          | 117                | 213                |
| 5   | Hoàng Thị Duyên       | Vietnam         | A     | 58,65    | 95         | 95         | 98         | 95                 | 113          | 119          | 119          | 113                | 208                |
| 6   | Yusleidy Figueroa     | Venezuela       | A     | 58,80    | 88         | 88         | 91         | 91                 | 115          | 120          | 125          | 115                | 206                |
| 7   | Izabella Yaylyan      | Armenia         | A     | 58,15    | 90         | 95         | 97         | 95                 | 110          | 115          | 115          | 110                | 205                |
| 8   | Zoe Smith             | Marea Britanie  | A     | 58,95    | 87         | 87         | 91         | 87                 | 113          | 116          | 119          | 113                | 200                |
| 9   | Tali Darsigny         | Canada          | B     | 59,00    | 86         | 88         | 90         | 90                 | 106          | 109          | 109          | 109                | 199                |
| 10  | Sabine Kusterer       | Germania        | B     | 58,70    | 88         | 90         | 91         | 91                 | 107          | 107          | 109          | 107                | 198                |
| 11  | Maria Grazia Alemanno | Italia          | B     | 58,95    | 85         | 88         | 89         | 85                 | 100          | 105          | 105          | 100                | 185                |
| 12  | Erika Yamasaki        | Australia       | B     | 58,75    | 75         | 78         | 78         | 75                 | 95           | 100          | 100          | 95                 | 170                |
| –   | Magdeline Moyengwa    | Botswana        | B     | 58,05    | 65         | 70         | 70         | 70                 | 80           | 80           | 80           | –                  | –                  |
| –   | Alexandra Escobar     | Ecuador         | A     | 58,75    | 95         | 95         | 95         | –                  | –            | –            | –            | –                  | –                  |